# Вілла Паризіо
Вілла Паризіо (мальт. Villa Parisio) — вілла в місті Лія, Мальта, побудована у XVI столітті родиною Мускаті, яка врешті-решт перейшла до рук сімей Паризіо Мускаті, де Піро та Стрикленд.

## Історія
Вважається, що вілла Паризіо була побудована десь у XVI столітті як літня резиденція родини Мускаті. Найдавніші згадки про будівлю датуються 1567 роком. У 1797 році її успадкував Паоло Паризіо Мускаті, а після його смерті в 1841 році її передали його дружині Антонії Мускаті Ксара. Віллу придбала леді Маргарет Стрикленд, дружина лорда Стрикленда у 1938 році.
Потім, у 1943 році, віллу придбала Мейбл Стрикленд, яка жила там до своєї смерті в 1988 році. Зараз в ній знаходиться Фонд Стрикленда, що створила Мейбл у 1979 році. Мейбл також заснувала Times of Malta з батьком лордом Стриклендом у 1935 році.
Наразі за право власності на віллу змагаються Фонд Стрикленда та Роберт Горнольд-Стрикленд — єдиний спадкоємець Мейбл Стрикленд.

## Сади
Вілла має власні сади, в яких є кілька апельсинових та оливкових дерев. Існує традиція, започаткована ще покійною Мейбл Стрикленд, за якою на Різдво з вілли Паризіо до Букінгемського палацу висилають дерев'яну скриньку з апельсинами, які вирощені в саду вілли.